# 丁惟柔
丁惟柔(1914-2007)，為日本籍華人企業家，東京國際教會長老。

## 生平
丁惟柔長老於1914年出生於北京佛教家庭，父親丁錦，為北洋政府中將，同族名人有江苏南塘丁氏丁福保。自公立十八小學畢業後，升學於闢才胡同師大女附中，直到母親病重時，正讀天津南開中學高中部，直到18歲時，母親離世，休學在家照顧一家。直到中國抗日戰爭期間，拿到了齊魯大學物理系學士的畢業證書。
畢業後，曾在重慶的嘉華水泥公司任職經理，同時與畢業於國立交通大學的丁世祺先生結婚，生下了兩男兩女，在大陸政權易手後，丁家移民到日本東京
1954年8月23日接觸基督教的福音，決志後由趙世光牧師施浸歸主名下，信主後，不斷得為先生禱告，於11年後，丈夫在一次的經商失敗，也跟著信耶穌。